# Sirajeddine Chihi
Sirajeddine Chihi (arab. سراج الدين شيحي) (ur. 16 kwietnia 1970
roku w Hammam-Lif) – były tunezyjski piłkarz występujący na pozycji pomocnika.

## Kariera klubowa
Sirajeddine Chihi zawodową karierę rozpoczynał w 1990 roku w CS Hammam-Lif. W zespole tym występował przez kolejne trzy lata. W 1993 przeszedł do najlepszego tunezyjskiego klubu Espérance Tunis, w którym grał do 2001 roku. Z klubem z Tunisu pięciokrotnie zdobył mistrzostwo Tunezji w 1994, 1998, 1999, 2000, 2001, dwa razy puchar Tunezji 1997 i 1999, Afrykańską Ligę Mistrzów 1994, Puchar Zdobywców Pucharów Afryki 1998, Puchar CAF 1997 oraz Superpuchar Afryki 1995. W 2001 wyjechał do Zjednoczonych Emiratów Arabskich, do klubu Al-Ahli Dubaj, z którym zdobył Puchar ZEA w 2002 roku. Po powrocie do ojczyzny ponownie grał w CS Hammam-Lif. Ostatni rok kariery spędził EGS Gafsa, gdzie zakończył karierę w 2006 roku.

## Kariera reprezentacyjna
W reprezentacji Tunezji Sirajeddine Chihi zadebiutował w 1991 roku. W następym roku uczestniczył w przegranych eliminacjach Mistrzostw Świata 1994. W 1992 po raz pierwszy uczestniczył w Pucharze Narodów Afryki. Ogółem wystąpił w pięciu edycjach Pucharu Narodów Afryki w: 1994, 1996, 1998, 2000 i 2002. Największy sukces osiągnął w tej imprezie w 1996 roku w Południowej Afryce, gdzie Tunezja przegrała dopiero w finale z gospodarzami imprezy. W 1998 Sirajeddine Chihi wystąpił na Mistrzostwach Świata, na których zespół prowadzony przez Henryka Kasperczaka nie wyszedł z grupy i odpadł z turnieju. Na imprezie tej Sirajeddine Chihi zagrał we wszystkich trzech meczach w pełnym wymiarze czasowym. Uczestniczył w eliminacjach następnych Mistrzostw Świata, jednak na finały już nie pojechał.